# Buchanahalli, Dod Ballapur
Buchanahalli là một làng thuộc tehsil Dod Ballapur, huyện Bangalore Rural, bang Karnataka, Ấn Độ.